# Henk van der Woude
Hendrik Jacobus (Henk) van der Woude (Vollenhove, 5 september 1947) is een Nederlands politicus van het CDA.
In 1992 werd hij burgemeester van de Drentse gemeente Nijeveen. Nadat die gemeente op 1 januari 1998 opging in de gemeente Meppel werd hij waarnemend burgemeester van de Overijsselse gemeente Zwartsluis. Eind 1999 volgde zijn benoeming tot burgemeester van Dinxperlo. Toen die gemeente op 1 januari 2005 fuseerde met de gemeente Aalten kwam die functie te vervallen waarna hij bijna een jaar waarnemend burgemeester van Lochem was.
In december 2006 werd Van der Woude waarnemend burgemeester van de gemeente Oost Gelre vanwege langdurige gezondheidsproblemen  van burgemeester Heijman. Nadat deze in september 2007 hersteld was ging Van der Woude vervroegd met pensioen.